# Niels Heidenreich
Niels Heidenreich (8. juni 1761 – 7. august 1844) var en dansk guldsmed, der er bedst kendt for at stjæle og omsmelte Guldhornene i 1802.

## Baggrund
Han blev født i Foulum som barn af Otto Nathansen og Anne Birgitte Sørensdatter, der var blevet gift den 14. november 1758. Otto var degn ved Tjele Kirke, og Heidenreich deres eneste søn. Da han var 10 år, blev forældrene separeret. Ifølge hans senere forklaring skyldtes det, at faderen begyndte at drikke og skal have "ødet alt, hvad han kunde fortiene". Moderen forlod derfor faderen og bosatte sig i Randers. En anden historie fortæller, at en afskediget dragon fra Randers ved navn Christen Hansen giftede sig med enken efter Otto Nathansens bror. I 1771 stak han dog af fra sit fæste på Tjele Gods, tilsyneladende sammen med Heidenreichs mor.
Senere bosatte moderen sig med sine tre børn i landsbyen Lundum ved Horsens. Heidenreich måtte tidligt ud at tjene, men han var en opvakt dreng med anlæg for matematik, og hjalp som selvlært degnen i Vinding med undervisningen. Senere blev han ansat som dreng hos kældermesteren ved det russiske hof i Horsens. Der gjorde han så godt et indtryk, at han som tyveårig i 1781 blev optaget ved Horsens latinskole, hvor han udmærkede sig, modtog legater, og i sin fritid underviste fornemme folks børn i garnisonsbyen - før han i slutningen af 1786, mindre end et halvt år før sin afsluttende eksamen, stak af fra det hele og rejste til København sammen med sin mor og yngste søster. Han er opført som "student" i folketællingen fra 1787. Han prøvede forgæves at klare sig som privatlærer, og de måtte til sidst sætte ejendele i pant for at klare huslejen. For at overleve, greb Heidenreich til den udvej at forfalske "assistenshussedler" (= pantelånersedler); men da han også prøvede at fremstille falske rigsdalersedler, blev han om aftenen 30. september 1788 afsløret og arresteret.

## Ni års fængsel
Enrigsdalersedlerne var påtrykt lovteksten: "Understår nogen sig i at slå nogen mønt uden Kongens forlov, eller på nogen måde at forfalske Kongens mønt, bør han straffes på ære, liv og gods." Det havde Heidenreich gjort, og 29. juni 1789 blev han fradømt liv, ære og gods af Hof- og Stadsretten. I anledning af Christian 7.s fødselsdag blev dommen dog ændret fra dødsstraf til livsvarigt fængsel. I fængslet fungerede Heidenriech som assistent for fængslets skoleholder, og hjalp præsten med konfirmationsforberedelsen af indsatte. Her lærte han også smedearbejde og viste så gode evner som guldsmed, at kunstforvalter Spengler fra Det kongelige Kunstkammer ved Christiansborg begyndte at bruge ham til at udføre småreparationer. Sådan fik Heidenreich første gang Guldhornene at se; han knyttede også forbindelser udenfor tugthuset og begyndte at sende benådningsansøgninger til kongen, med fremstående borgeres positive omtale af ham. Den tredje ansøgning blev indvilget - 13. september 1797 blev Heidenreich løsladt efter ni års fangenskab. Københavns magistrat fik besked om at give ham et frimesterskab som urmager og guldsmed, hvilket betød, at han kunne etablere sig som guldsmed, selv om han var selvlært - i folketællingen i 1801 står han opført som "urmagerfrimester". Med et stort lån begyndte han arbejdet med en brilleslibemaskine. I stipendieansøgninger skrev han: "Jeg har mangfoldige projekter i hovedet, som ikke er narrerier, men fostre af en sund dømmekraft." 
I fængslet havde han mødt Johanne Sophie Rosine Luchner, mens hun sonede to tyveridomme. 12. januar 1798 giftede de sig i Sankt Petri Kirke. Parret boede sammen med hendes far, den tidligere skomagermester Johan Georg Luchner, i Nørre Kvarter 105. 

## Tyveriet
Heidenreich havde også fået borgerbrev, og gehejmeråd Brandt og borgmester Hiorthøy var blandt fadderne, da hans søn Christian Georg blev døbt. Men familien sank dybere og dybere ned i gæld. I marts 1802 begyndte den tidligere lovbryder at forberede et nyt lovbrud: Denne gang et indbrud i kunstkammeret. Hans bekendtskab med stedets ansatte skaffede ham næsten ubegrænset adgang til lokalerne. Dermed kunne han fremstille kopier af nøglerne. Om aftenen 4. maj 1802 låste han sig ind gennem seks forskellige porte og døre, slog ruden i et skab itu, fjernede Guldhornene og nogle smykker, og forsvandt uset igen, uden at lukke dørene bag sig. 
Heidenreichs var flyttet til hjørnet af Lille Larsbjørn Stræde og Studiestræde (hjørnelejligheden i stueetagen af vore dages Larsbjørnsstræde 18). Her i køkkenet begyndte Heidenreich to uger efter tyveriet at omsmelte de to pragtstykker, før han fremstillede spænder, øreringe og "pagoder" af guldet. ("Pagoder" var kolonimønter efter indisk forbillede,  som man blandt andet havde dem i Trankebar.) Der blev udsat en dusør på 1.000 rigsdaler for tyvens pågribelse. Københavns guldsmede studsede nok over den høje karat i guldet, han kunne tilbyde; men når han fremviste sit borgerbrev, regnede de med, at sagen var i orden. Politiet regnede med, at gerningsmændene måtte være svenskere, englændere eller jøder - en dansker med borgerbrev var den gang hævet over mistanke. Indtil 19. april 1803 – næsten et år efter tyveriet – da Heidenreich blev hentet til afhøring. Han havde dels pantsat, dels solgt mønterne til 16 forskellige guldsmede; men til sidst anmeldte guldsmed Fridrich Regnell ham for at have snydt med guldet, og have solgt ham 21 falske mønter. Heidenreich påstod, at han havde købt "pagoderne" af en skibskaptajn, Allong Bruun, som dog ikke var til at finde. Heidenreich blev derfor arresteret og tilstod tre dage senere. Der blev redegjort for 660 "pagoder" solgt til guldsmede, og 125 pantsat på Assistenshuset. Til stempling af mønterne havde Heidenreich lavet to stempler, som han påstod, han havde smidt i stadsgraven. Han blev ikke stillet for en domstol, men ved kongelig resolution af 10. juni 1803 indsat som livsvarig fange nr 658 i Tugt-, Rasp- og Forbedringshuset. 
København var i chok over afsløringen. Man fik en tyveridebat i aviserne, hvor læserne diskuterede sagen i et sociologisk perspektiv - at tyveriet ikke kun var et udslag af slet moral, men også, at for mange voksede op i slette forhold med dårlige forbilleder. I tugthuset blev der foretaget en frenologisk undersøgelse af Heidenreich og flere andre fanger af lægen Franz Joseph Gall, der, efter at have målt Heidenreichs kranie, udtalte, at kunsttyven besad "kunstorganet" i høj grad, og var almindelig bekendt som et mekanisk geni. (Gall udtalte sig ikke om Heidenreichs "tyveorgan".) I tugthuset havde lægen Frantz Gotthard Howitz et ret moderne syn på tingene, ved at kombinere frenologiens tanke om fysisk prædisposition med helt strukturelle årsager til, at nogen blev kriminel ("Howitz-fejden" ). I sine mange ansøgninger om benådning, anførte Heidenreich da også det faktum, at han fra tidlig alder måtte forsørge sin ludfattige familie. Han omtalte sig konsekvent som "den ulykkelige Niels Heidenreich", men indrømmede dog, at den nemme adgang til kunstkammeret havde ledet ham ind i fristelse; angiveligt ikke på grund af rigdommen derinde, men fordi han der havde hørt, at guldet skulle være kemisk fremstillet af en alkymist. 
Natten til 28. september 1803 forsøgte Heidenreich forgæves at flygte fra tugthuset, men blev siddende til sin løsladelse i 1840. Da var han 79 år og blev anbragt på Ladegården. Han var separeret fra sin kone, der var død som livstidsfange for tyveri i tugthuset i 1828. Deres tre børn var døde, og selv døde Heidenreich på Almindeligt Hospital i en alder af 83. 